# Струмінь

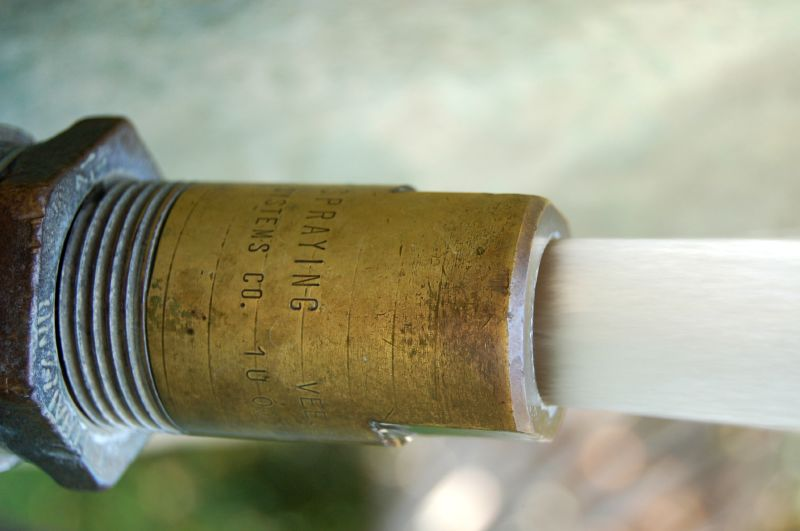
Струмінь води у повітряному середовищі

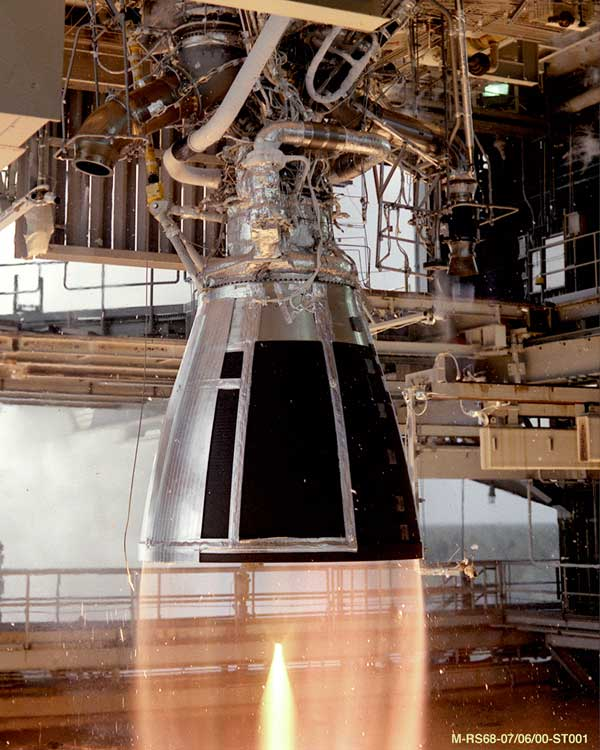
Потік реактивного струменя з сопла ракетного двигуна RS-68 на випробуваннях в Космічному центрі ім. Стенніса, НАСА, Каліфорнія, США

Стру́мінь (струмина) — вид потоку рідини або газу, при якому рідина (газ) тече у просторі, заповненому рідиною (газом) з відмінними від струменя параметрами (швидкістю, температурою, густиною, складом і т. ін.).
У наближеній моделі течії ідеальної рідини границя струменя є поверхнею тангенціального розриву і речовина струменя не змішується з речовиною простору, що його оточує. У реальних течіях спостерігається шар в'язкого перемішування, в якому всі згадані параметри течії змінюються без розривів від параметрів струменя до параметрів, що відповідають зовнішньому простору. Струменеві течії досить поширені і надзвичайно різноманітні (це і струмінь що виходить із сопла ракетного двигуна, ежектора чи форсунки, і струмінь що утворюється в обладнанні піскоструминної обробки чи нанесення лакофарбових покриттів, і струминні течії в атмосфері та ін.).

## Класифікації струменів
Струмені класифікують за найсуттєвішими ознаками.

### За видом речовини у потоці
Відповідно до характеристик речовини розглядають струмені крапельної рідини, газу, плазми. В особливий клас виділяються двофазні струмені, наприклад газові, що містять рідкі чи тверді частки, або струмені рідини, заповнені бульбашками газу.

### За швидкістю руху
Для струменів стисливих газів істотним є відношення швидкості газу uc на зрізі сопла до швидкості поширення звукових хвиль а, (число Маха):
{\displaystyle M={\frac {u_{c}}{a}}}.
Залежно від значення М розрізняють струмені дозвукові (M < 1) і надзвукові (M > 1).

### За особливостями середовища, що оточує
Залежно від напрямку швидкості течії навколишнього середовища відносно напрямку струменя розрізняють середовища, що рухаються у супутному (спрямовані в ту ж сторону), зустрічному і потоки, що зносять (наприклад, струмінь рідини, що витікає з труби в річку і спрямований відповідно за течією, проти течії і під кутом до напряму швидкості течії річки).

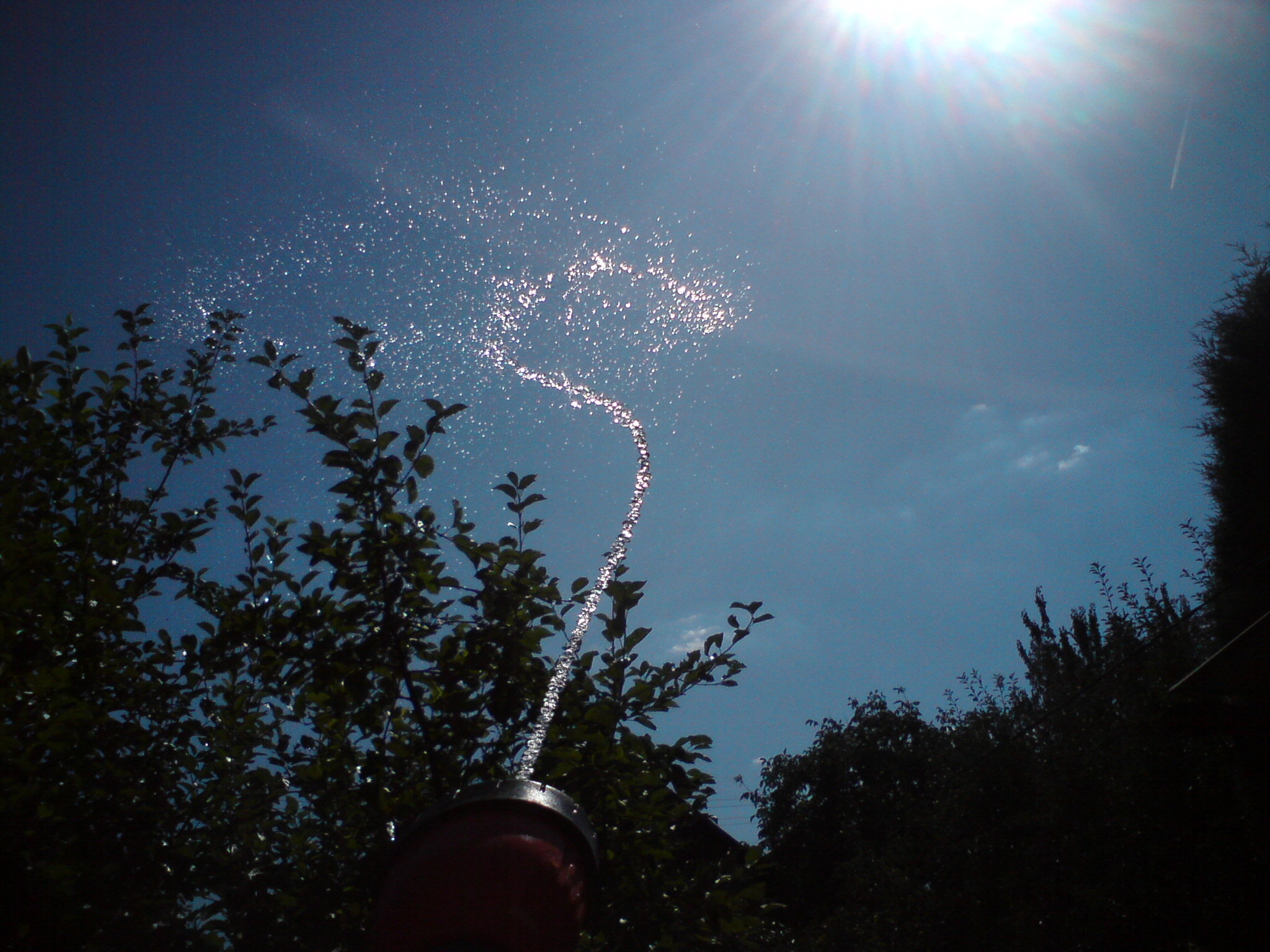
Струмінь, що не змішується у вільному середовищі

Якщо склад плину (рідини або газу) в струмені і навколишньому середовищі ідентичний, то струмінь має назву «затоплений струмінь» (наприклад, струмінь повітря, що випливає в атмосферу). Струмінь має назву «вільний», якщо він витікає в середовище, що не має обмежуючих поверхонь, «напівобмеженим», якщо він тече вздовж плоскої стінки, «обмеженим», якщо випливає в середовище, обмежене твердими стінками (наприклад, струмінь який випливає в трубу більшого діаметра, ніж діаметр сопла).

### За фізичними особливостями речовин струменя і зовнішнього середовища
За фізичними особливостями речовин струменя і зовнішнього середовища розрізняють струмені, що змішуються (струмінь газу, що витікає в атмосферу) і струмені, що не змішуються (струмінь води, що витікає в атмосферу). Поверхня струменя, що не змішується є нестійкою, і на деякій відстані від зрізу сопла струмінь розпадається на краплі. Довжина монолітної частини струменя залежить від фізичних властивостей його речовини, кінетичної енергії та рівня початкових збурень у соплі.
У випадку, коли речовина струменя здатна змішуватися з речовиною середовища оточення, на її поверхні утворюється область в'язкого перемішування — приграничний шар струменя. Залежно від режиму протікання в цьому шарі розрізняють струмені ламінарні і турбулентні. Так струмінь, що виходить з сопла реактивного двигуна літака є прикладом турбулентного надзвукового струменя, що витікає в супутний потік, котрий в залежності від швидкості польоту літака може бути як дозвуковим, так і надзвуковим.

## Використання струменів

### Створення реактивної тяги
Реактивна тяга — сила, що виникає в результаті взаємодії реактивного двигуна із струменем продуктів згорання, що виходить із певною швидкістю з сопла камери згоряння . Використовують реактивну силу струменя у реактивних двигунах (здебільшого в авіації), реактивних турбінах, ракетах тощо.
Природа виникнення реактивної тяги закладена у фізико-хімічних процесах, що протікають в реактивному двигуні при згорянні палива. Реактивна тяга зазвичай розглядається як сила реакції частинок, що відокремлюються. Точкою програми її вважають центр закінчення — центр зрізу сопла двигуна, а напрям — протилежний до вектора швидкості витікання продуктів згоряння (або робочого тіла, для випадку не хімічного двигуна).
Використання реактивної сили можна спостерігати і в живій природі. Реактивну силу струменя використовують кальмари, восьминоги, медузи для свого руху, викидаючи набрану воду.

Схема набігання струменя на твердий конус

Силова дія струменя на похилу плоску стінку

На основі закон збереження імпульсу для замкненої системи величина реактивної сили від струменя для заданого об'єкту може бути визначена:
{\displaystyle ~{\vec {F}}_{p}=m_{p}\cdot {\vec {a}}=-{\vec {u}}\cdot {\frac {\Delta m_{t}}{\Delta t}}}, де
{\displaystyle ~m_{p}} — маса об'єкту;
{\displaystyle ~{\vec {a}}} — його прискорення;
{\displaystyle ~{\vec {u}}} — швидкість витікання струменя;
{\displaystyle ~{\frac {\Delta m_{t}}{\Delta t}}} — масова витрата у струмені.
Звідси видно, що реактивна сила струменя пропорційна до швидкості витікання і масової витрати у струмені.

### Силова дія струменя на тверду перешкоду
При набіганні струменя на тверду перешкоду його силова дія визначається параметрами самого струменя та геометричними особливостями поверхні твердого тіла, що взаємодіє зі струменем.
Для осесиметричного випадку і конічної форми поверхні тіла силова дія струменя описується формулою:
{\displaystyle N=Q_{m1}V_{1}(1-\cos \alpha ),} де
{\displaystyle Q_{m1}} — масова витрата у струмені, що набігає на тверду перешкоду;
{\displaystyle V_{1}} — швидкість струменя, що набігає на перешкоду;
{\displaystyle \alpha } — кут нахилу твірної конуса твердої перешкоди.
Для випадку плоскої стінки, нахиленої під довільним кутом:
{\displaystyle N=Q_{m1}V_{1}\sin \alpha ,} де
{\displaystyle \alpha } — кут нахилу плоскої стінки до осі набігаючого струменя